# Ahtriskeloik
Ahtriskeloik (također Kõve lõugas, Adrisko jezero) je jezero koje se nalazi u selu Karala, općina Saaremaa, okrug Saaremaa. Površina mu je 4,1 ha .